# Secinaro
Secinaro est une commune de la province de L'Aquila dans la région Abruzzes en Italie.

## Administration
| Période                                  | Période  | Identité           | Étiquette | Qualité |
| ---------------------------------------- | -------- | ------------------ | --------- | ------- |
| 30 mai 2006                              | En cours | Giuseppe Colantoni |           |         |
| Les données manquantes sont à compléter. |          |                    |           |         |

### Communes limitrophes
Acciano, Castelvecchio Subequo, Celano, Gagliano Aterno, Molina Aterno, Ovindoli, Rocca di Mezzo, Tione degli Abruzzi